# Múscul omohioidal
El múscul omohioidal (musculus omohyoideus) és un dels quatre músculs de la regió infrahioidal. És un múscul aplanat, llarg i prim que s'estén als costats del coll, des de la vora superior de l'escàpula fins a l'os hioide. Presenta en la seva part mitjana un tendó aplanat, més o menys cilíndric, el tendó mitjà o intermedi, que divideix el cos muscular en dues porcions o ventres: inferior i superior. L'omohioidal és un múscul digàstric. El ventre superior és la part més lateral dels músculs infrahioidals, ja en el costat lateral, tant de l'esternotiroidal com del tirohioidal.
El ventre inferior s'insereix en la vora superior de l'escàpula, per dins l'escotadura coracoidea; segueix després cap a dins i endavant, creua per fora del paquet neurovascular del coll i es continua amb el tendó intermedi. Aquest, al tenir continuïtat amb el ventre superior, canvia de direcció, es torna cap amunt, i va fixar-se en la porció externa de l'os hioide i en l'asta major d'aquest, immediatament per fora de l'esternohioidal.
La inserció escapular d'aquest múscul està recoberta pel trapezi. En passar per la regió supraescapular, la seva cara anterior es relaciona amb la clavícula i el múscul subclavi, però no triga a tornar a la superfície i quedar recobert només per l'aponeurosi, pel múscul cutani i per la pell. Aquesta part inferior creua després per la cara profunda de l'esternoclidomastoidal i retorna a la superfície en la part superior. La part profunda de l'omohioidal es relaciona amb l'origen múscul serrat major, després amb els músculs escalens, el plexe braquial i el paquet neurovascular del coll (jugular interna, caròtide primitiva i el pneumogàstric). Finalment, la seva porció vertical està separada de la glàndula tiroide i la faringe pels músculs tirohioidal i esternotiroidal.
Rep fibres nerviosos de la nansa de l'hipoglòs procedents de les branques anteriors dels tres primers nervis cervicals (C1-C3). Actua com a depressor de l'os hioide i com a tensor de l'aponeurosi cervical mitjana; aquesta acció afavoreix la circulació venosa del coll durant la inspiració.

## Imatges

Músculs del coll: omohioidal.
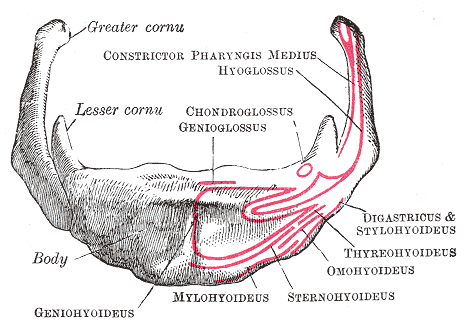
Os hioide. Cara anterior. Ampliació.
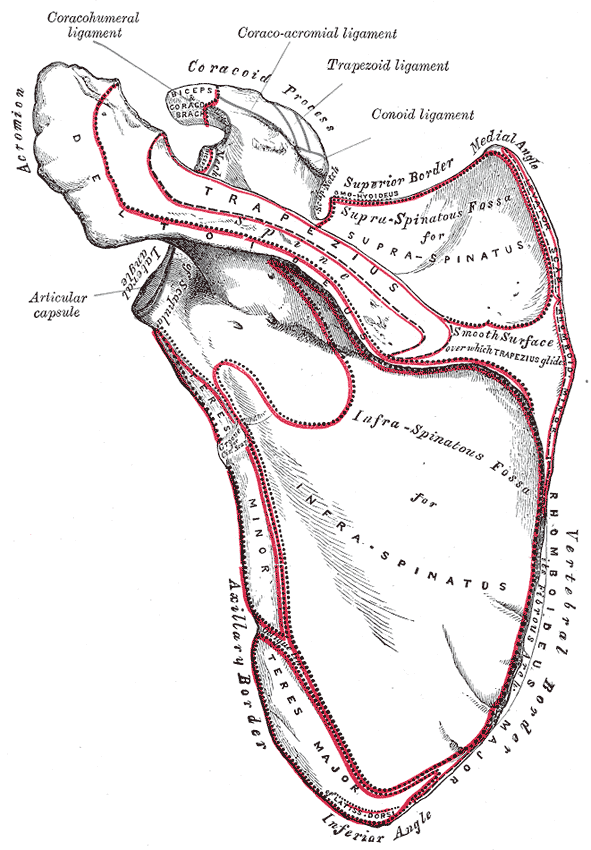
Escàpula esquerra. Superfície dorsal.
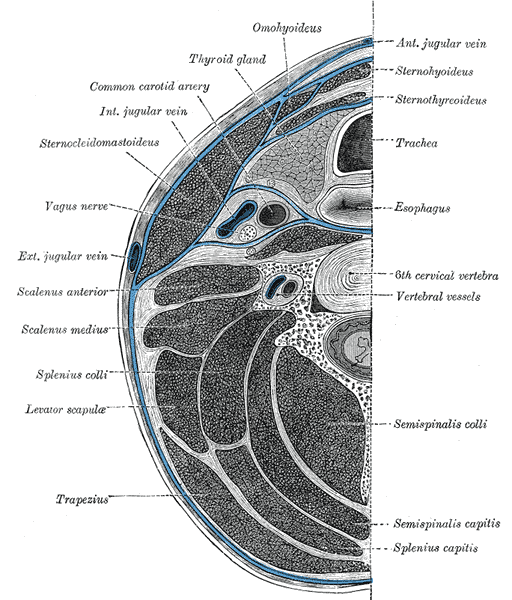
Secció del coll a nivell de la vèrtebra C VI. Es mostra la disposició de la fascia colli.
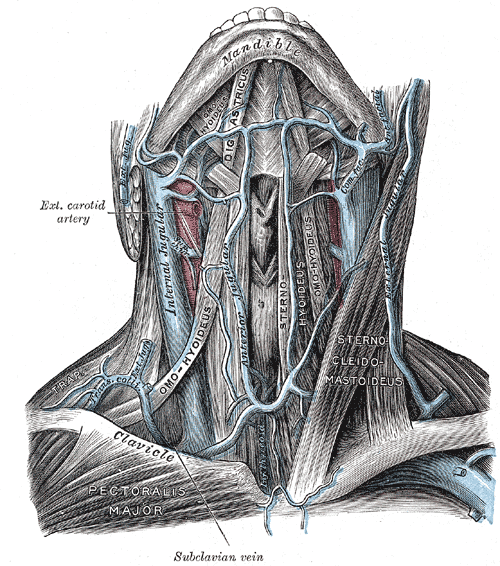
Venes del coll. Vista frontal.
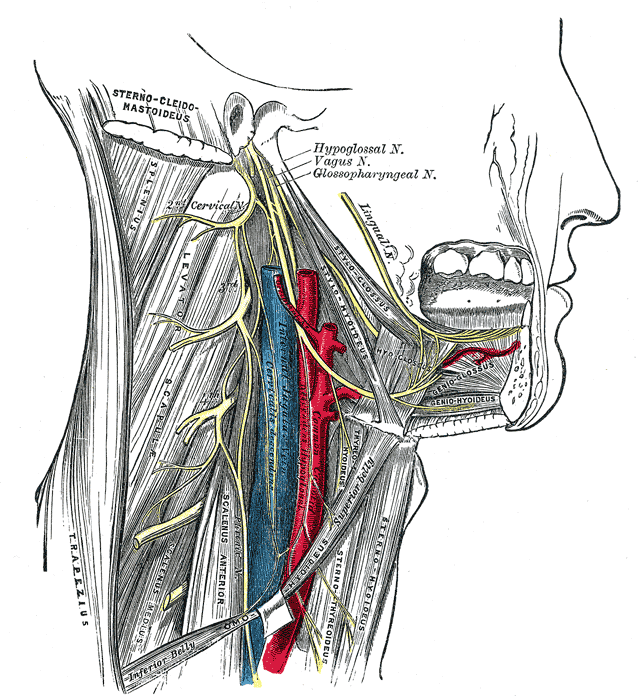
Nervi hipogòs, plexe cervical i les seves branques.
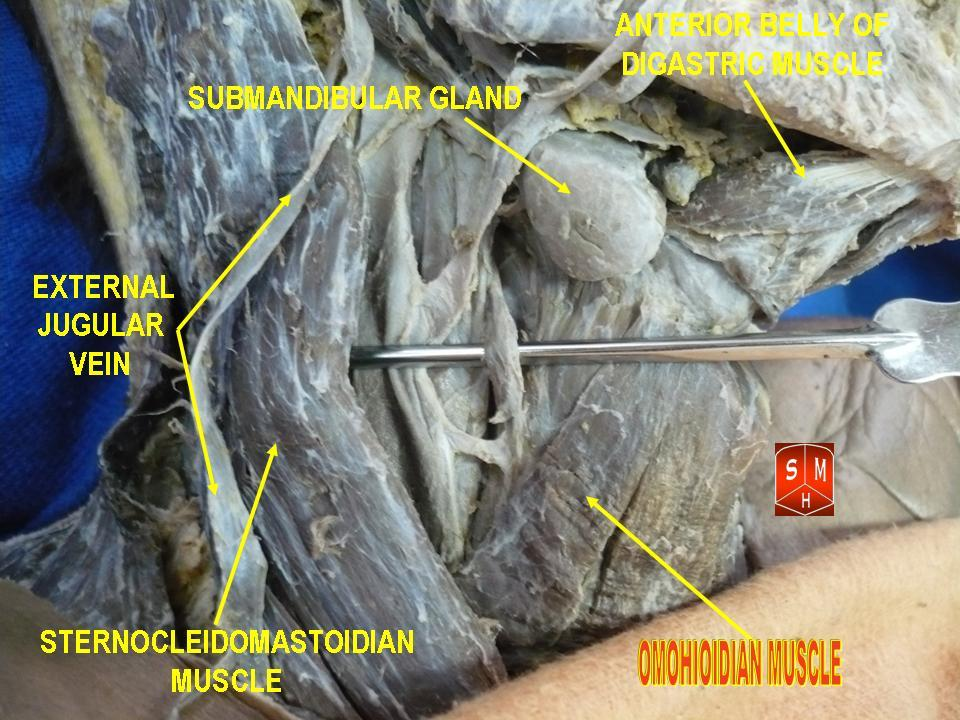
Múscul omohioidal
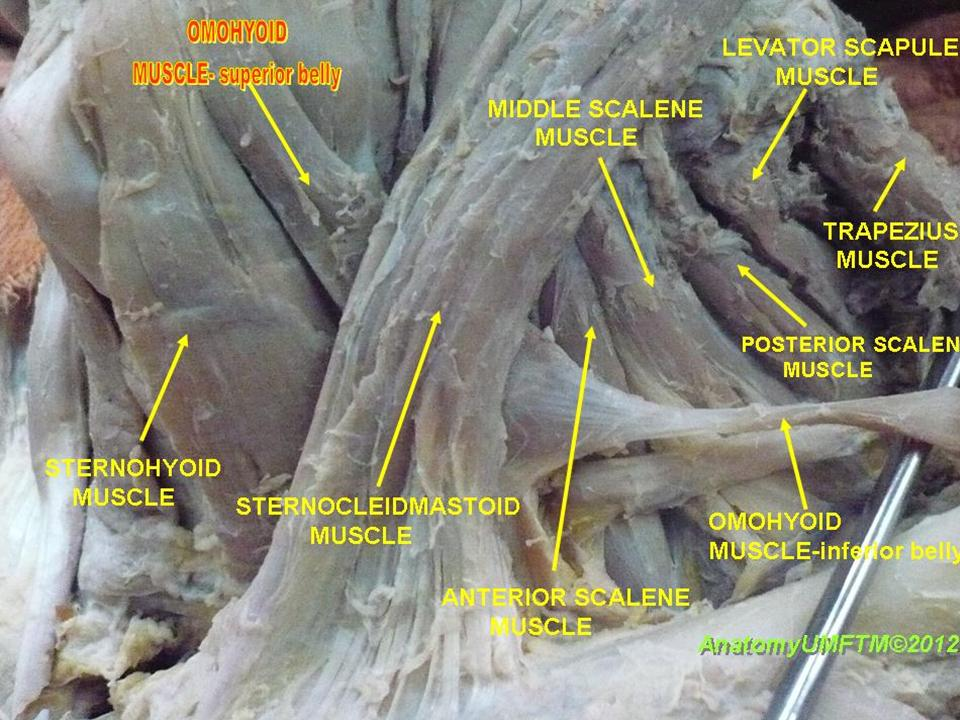
Múscul omohioidal. Ventre anterior.
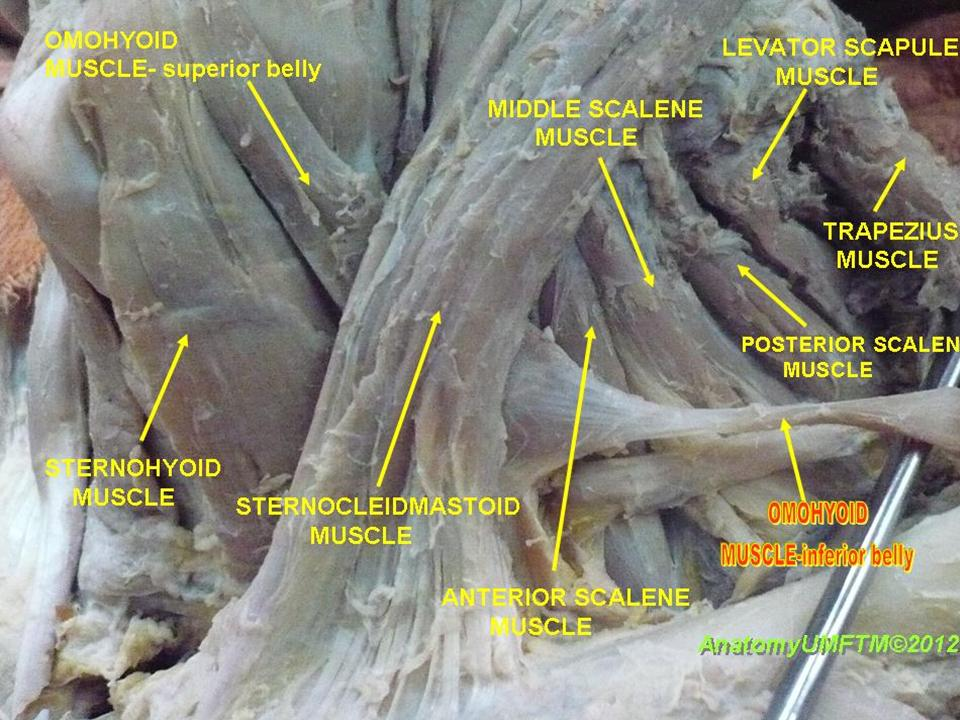
Múscul omohioidal. Ventre posterior
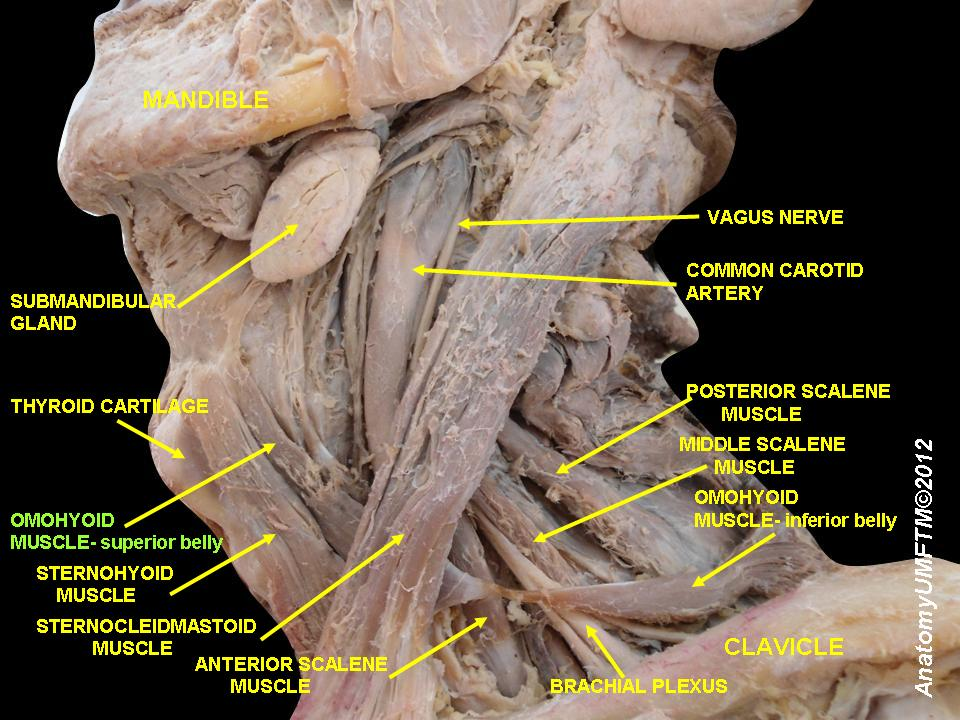
Múscul omohioidal
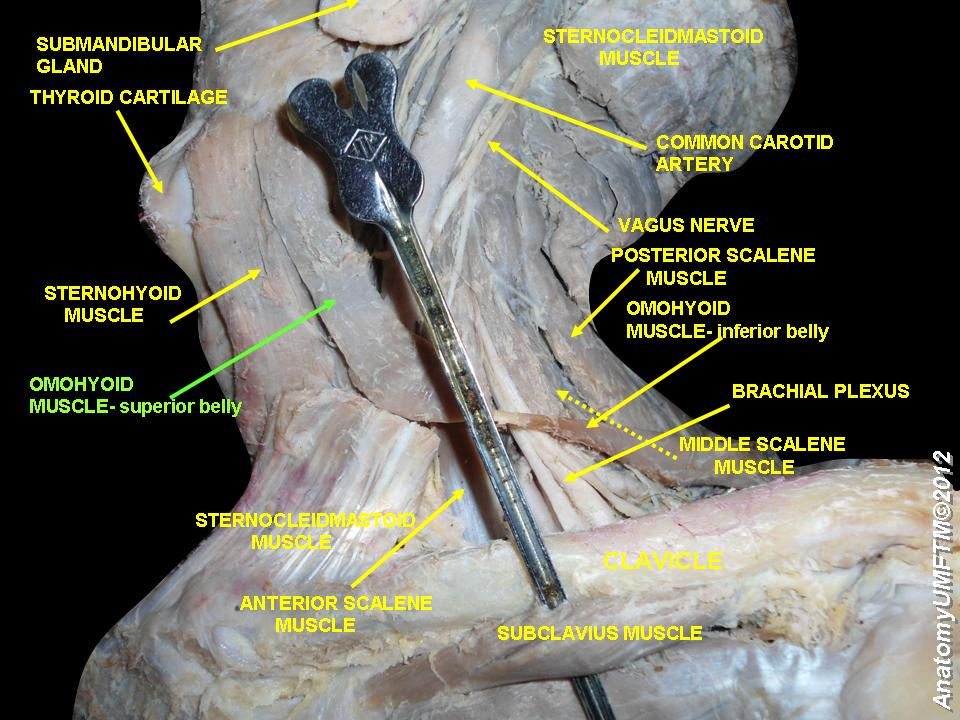
Múscul omohioidal, després de seccionar l'esternoclidomastoidal.
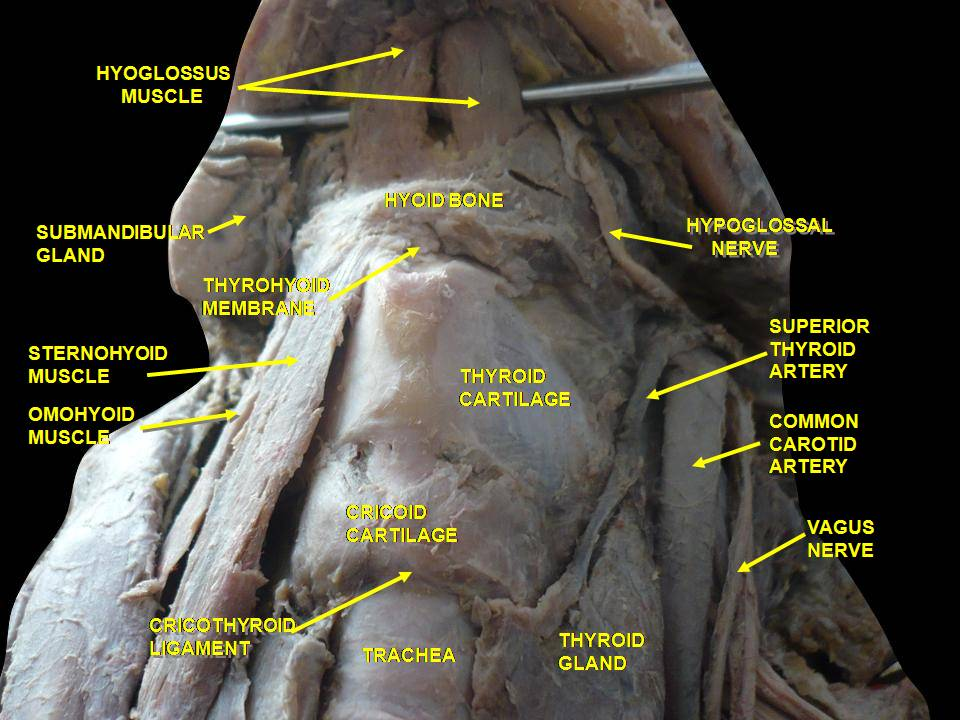
Els músculs, nervis i artèries del col. Dissecció profunda. Vista anterior.